# Evangelische Pfarrkirche Großpetersdorf

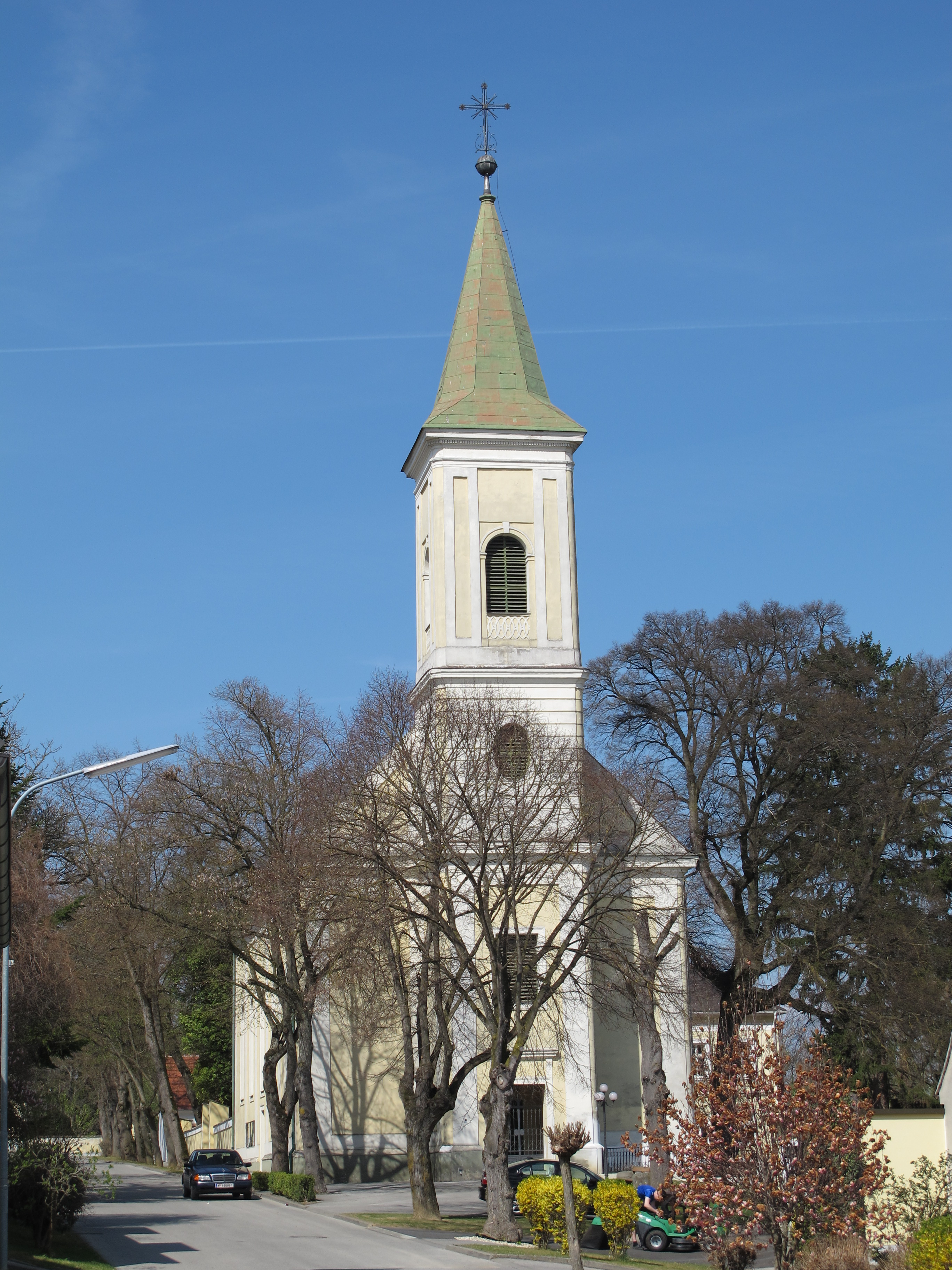
Evangelische Pfarrkirche in Großpetersdorf

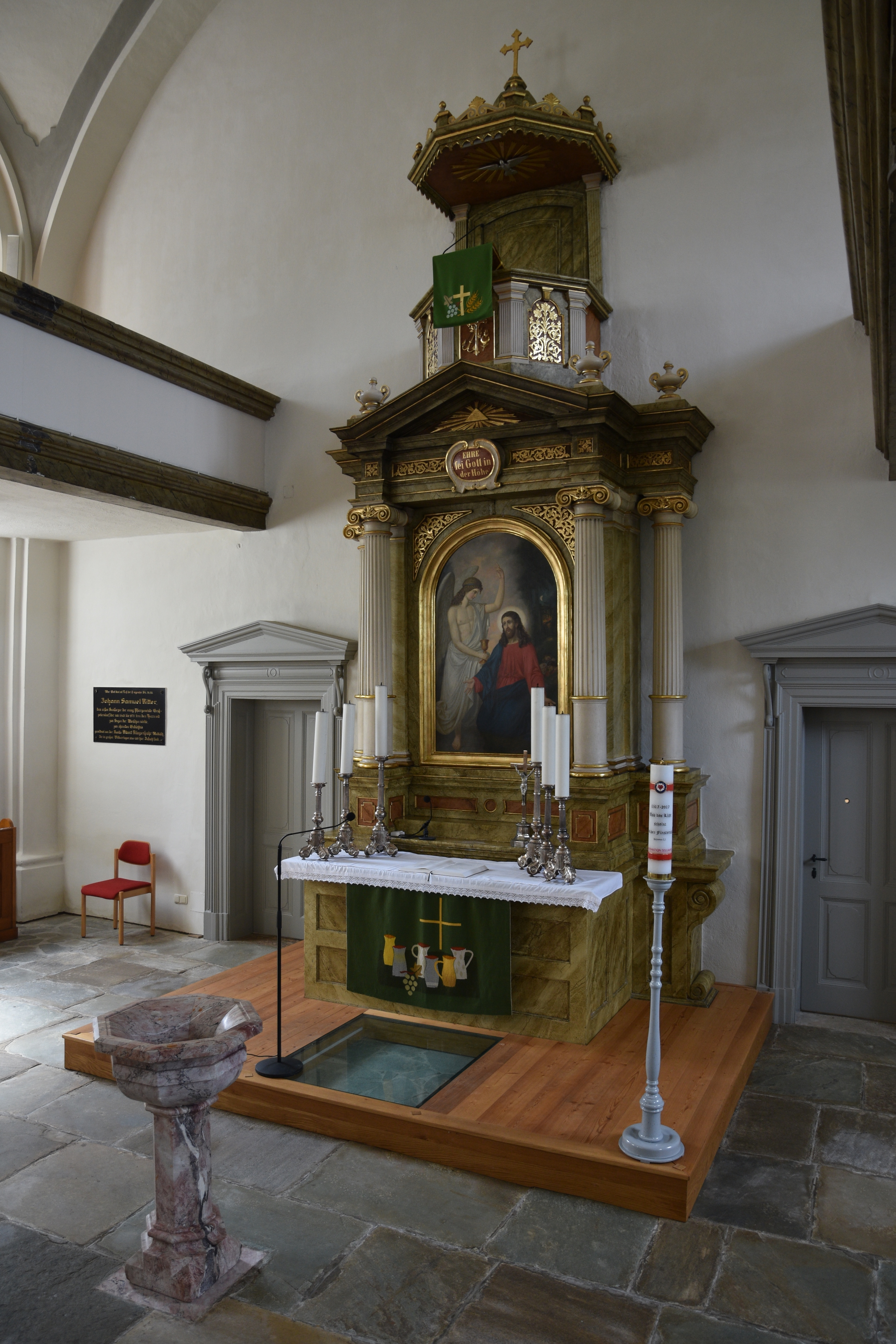
Altar der Pfarrkirche

Die evangelisch-lutherische Pfarrkirche Großpetersdorf A. B. steht in der Marktgemeinde Großpetersdorf im Bezirk Oberwart im Burgenland. Die Kirche gehört zur Superintendentur A. B. Burgenland und steht unter Denkmalschutz.

## Geschichte
Das Toleranzbethaus wurde von 1820 bis 1823 als einfacher Saalbau im Haufendorfteil am Ostabhang erbaut. 1845 wurde eine Pfarre genannt. Von 1872 bis 1873 wurde die Kirche restauriert und ein Südturm mit Pyramidenhelm angebaut und mit Faschen gegliedert. Das fünfjochige Langhaus ist mit schmalen Querplatzlgewölben zwischen Gurten auf Lisenen überwölbt. Die Empore auf Eisenstützen geht über drei Seiten des Langhauses. Der Kanzelaltar ist aus 1872. Das ehemalige Altarbild Christus am Ölberg malte 1872 Carl Hauser. Die Orgel baute 1839 Karl Seidelmann und wurde 1875 von Anton Tausz um ein Pedal erweitert.
Das Pfarrhaus als zweigeschoßiges Biedermeierhaus wurde von 1846 bis 1847 erbaut. Ein Balkon auf Säulen und einem Giebel wurde 1906 vorgebaut.